# آلفارومئو نرون
آلفارومئو نرون (به انگلیسی: Alfa Nero) یک کشتی است که طول آن ۸۲ متر (۲۶۹ فوت) می‌باشد. این کشتی در سال ۲۰۰۷ ساخته شد.